# Bloodworth
Bloodworth (en España: Lazos de sangre; en Hispanoamérica: El valor de la sangre) es una película dramática de 2010, dirigida por Shane Dax Taylor y basada en la novela de William Gay Provinces of Night. La película está protagonizada por Val Kilmer, Kris Kristofferson y Hilary Duff.

## Sinopsis
Han pasado 40 años desde que E. F. Bloodworth (Kris Kristofferson) decidiera abandonar a su mujer y a sus hijos para pasarse la vida en la carretera. Ya en el ocaso, Bloodworth reaparece, pero tiene que aceptar las amargas consecuencias de su partida: su exmujer, Julia (Frances Conroy), está mentalmente destrozada, y sus tres hijos, Warren (Val Kilmer), Boyd (Dwight Yoakam) y Brady (W. Earl Brown), llenos de amargura y rencor. Así las cosas, el único consuelo que le queda es la relación con su nieto Fleming. Pero cuando Fleming se enamora de Raven (Hilary Duff), surge el temor de que el nieto pueda seguir los pasos de su abuelo.

## Elenco
- Val Kilmer, como Warren Bloodworth.
- Kris Kristofferson, como E. F. Bloodworth
- Hilary Duff, como Raven Lee Halfacre.
- Reece Thompson, como Fleming Bloodworth.
- Dwight Yoakam, como Boyd Bloodworth.
- Frances Conroy, como Julia Bloodworth.
- W. Earl Brown, como Brady Bloodworth.
- Hilarie Burton, como Hazel.
- Sheila Kelley, como Louise Halfacre.
- Barry Corbin, como Itchy.

|            |                    |             |
| Val Kilmer | Kris Kristofferson | Hilary Duff |

## Producción
Kenny Burke produjo la película con Taylor y Brown. El productor de música T-Bone Burnett supervisó la música de la película, incluyendo composiciones originales de Kris Kristofferson. La filmación tuvo lugar en abril y mayo de 2009, en Wilmington, Carolina del Norte.